# Epsilon (album av Dreamtale)
Epsilon är det finländska power metal-bandet Dreamtales femte studioalbum, utgivet i april 2011 på Osk Secret Door och i Japan på Avalon. En singel med namnet "Angel of Light" hade släppts under 2009.
Albumet var bandets första med basisten Heikki Ahonen.

## Låtlista
1. "Firestorm" – 4:30
2. "Angel of Light" – 4:04
3. "Each Time I Die" – 5:13
4. "Where Eternal Jesters Reign" – 3:33
5. "Fly Away" – 5:08
6. "Reasons Revealed" – 4:48
7. "Strangers' Ode" – 5:58
8. "Mortal Games" – 3:45
9. "Lady of a Thousand Lakes" – 5:51
10. "March to Glory" – 6:28

## Medverkande
Musiker
- Erkki Seppänen – sång
- Rami Keränen – gitarr, bakgrundssång
- Seppo Kolehmainen – gitarr
- Heikki Ahonen – basgitarr
- Akseli Kaasalainen – keyboard
- Petteri Rosenbom – trummor

Bidragande musiker
- Sanna Natunen – bakgrundssång
- Leena Riihiviita – bakgrundssång

Produktion
- Samu Oittinen, Dreamtale – producent, inspelningstekniker, mixning
- Rami Keränen – inspelningstekniker
- Akseli Kaasalainen – inspelningstekniker
- Seppo Kolehmainen – inspelningstekniker
- Mika Jussila – mastering
- Dilyana Delcheva – albumkonst

## Inspelningsinformation
Inspelningsstudior:
- Dreamtale House
- Fantom Studio, Tammerfors
- TDM-Studio, Tammerfors